# Horia Văsioiu
Horia Văsioiu (n. 12 mai 1955 - 6 decembrie 2011, Brăila), a trăit până la vârsta de 56 ani. Horia Văsioiu  a fost un deputat român în legislatura 1996-2000, ales în județul Brăila pe listele partidului USD-PD și a fost membru în grupurile parlamentare de prietenie cu Regatul Belgiei și Republica Slovacă. În legislatura 2000-2004, Horia Văsioiu a fost ales deputat pe listele PD  și a fost membru în grupurile parlamentare de prietenie cu Regatul Belgiei și Republica Cehă. 